# 이바노 브루녜티
이바노 브루녜티(이탈리아어: Ivano Brugnetti, 1976년 9월 1일~)는 이탈리아의 육상 선수로 주 종목은 경보이다. 올림픽에 3번 참가하여 2004년 하계 올림픽에서 남자 경보 20km 금메달을 획득했다.

## 기록

### 이탈리아 선수권 대회
브루녜티는 이탈리아 선수권 대회에서 7회 우승하였다.
- 10km 경보 4회 우승(1999년, 2006년, 2008년, 2009년)
- 20km 경보 2회 우승(2003년, 2004년)
- 50km 경보 1회 우승(2001년)

## 수상

### 수훈
- 이탈리아 공화국 공로장 사령관급(2004년)
- 체육공로금장(1999년)